# 여키스-도슨 법칙
여키스-도슨 법칙(Yerkes-Dodson law)은 1908년 심리학자 로버트 여키스(Robert M. Yerkes)와 존 도슨(John Dillingham Dodson)이 처음 개발한 압력과 성과 간의 경험적 관계이다. 이 법칙은 생리적 또는 정신적 각성에 따라 수행 능력이 향상되지만 어느 정도까지만 증가한다고 규정한다. 각성의 수준이 너무 높아지면 성능이 저하된다는것을 보여준다. 이 과정은 종종 각성 수준이 높을수록 증가했다가 감소하는 종 모양의 곡선 그래픽으로 설명된다. 원래의 저술인 '춤추는 쥐에 대한 연구'(The Dancing Mouse: A Study in Animal Behavior)은 다음 반세기 동안 10 번만 언급되었지만 인용 기사 중 4 개에서 이러한 발견은 심리적 "법칙"으로 묘사되었다.

## 각성과 성과
|      |
| 예시 |

각성(arousal) 수준이 높아짐에 따라 수행능력(performance)도 높아지지만 일정 수준의 성과가 달성되면 간단한 과업(simple task)의 경우는 효율이 멈추고 유지되는 반면 어려운 과업(difficult task)의 경우는 효율이 점차로 떨어져 수행능력이 현저히 저하되는 양상을 보여준다.

## 같이 보기
- 학습된 무기력